# Степовик Дмитро Власович
Дмитро́ Вла́сович Степови́к (7 жовтня 1938, Слободище, Житомирська область — 28 січня 2024, м. Київ) — український мистецтвознавець, богослов, візантиніст, дослідник історії й теології сакрального образотворчого мистецтва. Доктор філософії (1990), доктор мистецтвознавства (1992), доктор богословських наук (2001), член-кореспондент НАН України (2021).
Провідний співробітник Інституту мистецтвознавства, фольклористики та етнології імені Максима Рильського НАН України (ІМФЕ НАН України), професор історії мистецтва Київської православної богословської академії, професор історії культури Українського вільного університету в Мюнхені.
Член Національної спілки художників України (1976).
Голова Національної асоціації митців України (1993).

## Біографічні відомості
Народився 1938 року в селі Слободище Бердичівського району на Житомирщині в багатодітній сім'ї Власа і Марії Степовиків. 1951 року з разом батьками переїхав до міста Камінь-Каширський, де закінчив середню школу (1955).
З відзнакою закінчив Національний університет імені Тараса Шевченка, факультет журналістики (1955—1960) та аспірантуру з мистецтвознавства в ІМФЕ НАН України (1967—1970).
Кандидатську дисертацію з мистецтвознавства захистив в ІМФЕ НАН України (1970); докторську дисертацію з мистецтвознавства (1984); докторську дисертацію з філософії (1990) та габілітаційну докторську дисертацію з мистецтвознавства (1992) захистив у Мюнхені, в Українському вільному університеті.
Від 1970 року працював на посадах молодшого наукового, наукового, старшого наукового, провідного наукового співробітника, завідувача Відділу образотворчого мистецтва ІМФЕ НАН України.
Учасник всеукраїнських та міжнародних наукових конгресів і конференцій.
Виступав на телебаченні й радіо, коментував визначні події, пов'язані з церковним та духовним життям. зокрема трансляції головних богослужінь. Разом із Патріархом Філаретом вів християнсько-просвітницькі передачі на Українському радіо.
Під час науково-богословських конференцій та симпозіумів у Римі мав кілька зустрічей із папою Іваном Павлом ІІ (1988, 1990, 1991, 1996).
Всіляко підтримував і високо оцінював надання Томоса про автокефалію Православної церкви України.
Помер 28 січня 2024 року в Києві. Чин похорону за видатним релігієзнавцем та дослідником українського сакрального мистецтва відправили 30 січня у Володимирському соборі. Похований біля могили матері на Берковецькому кладовищі.

## Науковий доробок
Основні напрями наукових досліджень Д. Степовика: історія давнього українського мистецтва (гравюра, книжкова мініатюра, ікона); зв’язки українського мистецтва з візантійським і слов’янсько-балканським, зокрема болгарським; творчість художників української діаспори в США, Канаді, країнах Західної Європи. Автор понад 50 книг і 500 наукових статей із цих питань. 
З 1960-х рр. почав досліджувати недостатньо вивчену українську школу гравірування на металі, яка сформувалася в XVII столітті, творчість її представників — Олександра Тарасевича, Леонтія Тарасевича, Івана Щирського. Активні пошуки допомогли виявити десятки гравюр цих майстрів, описати їх, дати мистецтвознавчий аналіз, ввести їх у науковий обіг. Про кожного з майстрів були написані монографії.
Одним із напрямків наукових досліджень вченого була  болгаристика. Монографії і статті Д. Степовика висвітлюють маловідомі сторінки болгарського мистецтва, творчість митців українського походження в Болгарії і болгарського — в Україні.
Низка ґрунтовних досліджень присвячена  українському іконопису. Серед них — змістовні, багатоілюстровані фоліанти: «Сучасна українська ікона» (2005), «Історія української ікони Х—ХХ століть (2008), «Мистецтво ікони: Рим, Візантія, Україна» (2008).
Автор низки видань про життя і творчість митців української діаспори: скульпторів Михайла Черешньовського, Михайла Паращука, Лео Мола, художників Якова Гніздовського, Василя Лопати, Олекси Булавицького, сучасних іконописців.
Редактор ряду монографій та наукових збірників ІМФЕ ім. М. Т. Рильського НАН України, зокрема — третього тому багатотомного видання Інституту «Історія українського мистецтва»; співредактор усіх томів мистецької спадщини Тараса Шевченка «Повного зібрання творів Тараса Шевченка у 12 томах».
Створив 47 статей для Енциклопедії сучасної України.
У фондах наукової бібліотеки Національного університету «Києво-Могилянська академія» зберігається особова колекція Д. В. Степовика — біля 1,5 тис. прим. літератури з мистецтва, історії, мово- і літературознавчих праць.

## Педагогічна діяльність
Читав курси лекцій з історії українського мистецтва й української культури у наукових установах й університетах України та світу; Київській православній духовній академії, Києво-Могилянській академії,  Прикарпатському університеті імені Василя Стефаника, Івано-Франківському теологічно-катехитичному духовному інституті, Українському вільному університеті у Мюнхені (Німеччина), Українському католицькому університеті імені святого Климента в Римі (Італія) та у філії цього університету в Лондоні (Велика Британія), Альбертському університеті в Едмонтоні (Канада), Українському Музеї в Нью-Йорку (США).
Виховав і підготував багатьох молодих науковців — 15 кандидатів мистецтвознавства, 12 кандидатів і магістрів богословських наук, 5 магістрів і докторів філософії.

## Праці
Автор книг:
- Скринька див / Д. В. Степовик. — Київ : Молодь, 1971. — 86 с. : іл.

- Олександр Тарасевич: Становлення української школи гравюри на металі / Д. В. Степовик. — Київ : Мистецтво, 1975. — 135 с. : іл.
- Українсько-болгарські мистецькі зв'язки / Д. В. Степовик. — Київ : Наукова думка, 1975. — 215 с. : іл.
- Українське мистецтво: Від найдавніших часів до початку XX століття / Ю. П. Нельговський, Д. В. Степовик, Л. Г. Членова. — Київ : Радянська школа, 1976. — 134 с. : іл.
- Болгарське образотворче мистецтво. 1878—1978 / Д. В. Степовик. — Київ : Наукова думка, 1978. — 254 с. : іл.
- Сучасне образотворче мистецтво Болгарії: Шляхи і тенденції розвитку у післявоєнний період / Д. В. Степовик. — Київ : Наукова думка, 1978. — 107 с. : іл.
- Українська графіка XVI—XVIII століть: Еволюція образної системи / Д. В. Степовик. — Київ : Наукова думка, 1982. — 330 с. : іл.
- Українське мистецтво першої половини XIX століття / Д. В. Степовик. — Київ : Мистецтво, 1982. — 100 с. : іл
- Тарас Шевченко. Живопис, графіка / Д. В. Степовик. — Київ : Мистецтво, 1984. — 134 с. : іл.
- Леонтій Тарасевич і українське мистецтво бароко / Д. В. Степовик. —  Київ : Наукова думка, 1986. ― 233 с. : іл
- Іван Щирський. Поетичний образ в українській бароковій гравюрі / Дмитро Степовик. —  Київ : Мистецтво, 1988. — 159 с. : іл.
- Храм і духовність. — Рим : Український Католицький Університет ім. св. Климента, 1990. — 37 с. : іл.
- Скарби України. — Київ : Веселка, 1990. — 192 с. : іл.
- Мистецька збірка Стецькових. — Сарасота [штат Флорида, США], 1992. — 146 c. : іл.
- Релігії світу. —  Київ : Бібліотека українця, 1993. — 112 с.
- Києво-Печерська лавра. — Київ : Бібліотека українця, 1993. — 112 с.
- Скульптор Михайло Паращук. Життя і творчість. — Едмонтон ; Торонто ; Київ : Канадський Інститут Українських Студій, 1994. — 225 с. : іл.
- Скульптор Лео Мол: Життя і творчість / Дмитро Степовик. — Київ : Мистецтво, 1995. — 224 с. : іл.
- Господь — сила народу Свого : портрети митрополитів Київських і Галицьких. — Львів : Місіонер, 1996. — 235 с. : іл.
- Історія української ікони X—XX століть / Дмитро Степовик. — Київ : Либідь, 1996. — 440 с. : іл.
- Дмитро Степовик. Історія української ікони 10-20 століть. Київ: Либідь, 2004.
- Церква в кайданах. Боротьба українських християн за свою самобутність у XIX столітті / Дмитро Степовик. — Київ : Фундація ім. Олега Ольжича, 1996. — 112 с.
- Релігії, культури і секти світу : посібник з релігієзнавства і сектознавства / Дмитро Степовик. — Київ : Бібліотека українця, 1997. — 236 с.
- Скульптор Михайло Черешньовський. Життя і творчість / Дмитро Степовик. — Київ : Видавництво ім. Олени Теліги, 2000. — 224 с. : іл.
- Історія Києво-Печерської лаври / Дмитро Степовик. — Київ : Видавничий відділ Української Православної Церкви Київського Патріархату, 2001. — 560 с. : іл.
- Київська біблія XVII століття : дослідження нездійсненного проекту митрополита Петра Могили / Дмитро Степовик. — Київ : Українське Біблійне Товариство, 2001. — 240 с. : іл.
- Візантологія : лекційний курс для вищих духовних навчальних закладів України / Дмитро Степовик. — Івано-Франківськ : Вид-во Івано-Франківської Теологічної Академії УГКЦ, 2003. — 254 с.
- Іконологія й іконографія / Дмитро Степовик. — Івано-Франківськ : Нова Зоря, 2003. — 382 с. : іл.
- Коротка історія перекладів Біблії українською мовою / Микола Жукалюк, Дмитро Степовик. — Київ : Українське Біблійне Товариство, 2003. — 176 с. ; іл.
- Pater Noster [«Отче наш»] : каталог виставки давніх українських ікон із збірки Ігоря Пономарчука / Дмитро Степовик. — Київ : Міністерство культури і мистецтв України, 2003. ― 40 с. : іл.
- Українська ікона. Іконотворчий досвід діаспори / Дмитро Степовик. — Київ : ВД «Балтія Друк», 2003. — 260 с. : іл.
- Яків Гніздовський. Життя і творчість / Дмитро Степовик. — Київ : Видавництво імені Олени Теліги, 2003. — 224 с. : іл.
- Сучасна українська ікона. З іконотворчості Христини Дохват / Дмитро Степовик. — Київ : Мистецтво, 2005. — 304 с. : іл.
- Патріарх Мстислав. Життя й архіпастирська діяльність / Дмитро Степовик. ― Київ : Мистецтво, 2007. — 448 с. : іл.
- Пробуджені царівни Якова Гніздовського / Дмитро Степовик. — Київ : Атлант, 2007. — 64 с. : іл.
- Сіяч на ниві національного. Мистецтвознавець Віталій Ханко / Дмитро Степовик ; за ред. О. Ханка. — Київ : Видавець Остап Ханко, 2007. — 19 с. : іл., портр
- Українська християнська абетка / Дмитро Степовик. — Київ : Грані-Т, 2007. — 80 с. іл.
- Історія української ікони Х—ХХ століть / Дмитро Степовик. — Київ : Либідь, 2008. — 440 с.
- Історія української ікони / Дмитро Степовик. — Київ : Кріон, 2008. — 440 с.
- Мистецтво ікони: Рим, Візантія, Україна / Дмитро Степовик. — Київ : Наукова думка, 2008. — 466 с. : іл.
- Ліричне імпресіо Олекси Булавицького / Д. Степовик. — Київ : Софія-А, 2008. — 112 с.: іл.
- Новий ренесанс: Ікони Андрія Дем’янчука / Дмитро Степовик. — Київ : Видавництво ім. Олени Теліги, 2012. — 368 с. : 189 іл.
- Нова українська ікона XX і початку XXI століть: Традиційна іконографія та нова стилістика / Дмитро Степовик. — Жовква : Місіонер», 2012, — 288 с. : 422 іл.
- Українська гравюра Бароко: Майстер Ілля, Олександр Тарасевич, Леонтій Тарасевич, Іван Щирський / Дмитро Степовик. — Київ : Кліо, 2013. — 495 с. : іл
- Візантологія / Дмитро Степовик. — Жовква : Місіонер, 2013. — 352 с. :  80 іл.
- Наслідуючи Христа: Віруючий у Бога Тарас Шевченко / Дмитро Степовик. — Київ : Видавництво ім. Олени Теліги, 2013. — 480 с. : 140 іл.
- Третій Патріарх / Дмитро Степовик. — Київ : Дніпро, 2014. — 376 с. : 190 іл.
- Християнство Тараса Шевченка / Дмитро Степовик. — Жовква : Місіонер, 2014. — 392 с. : 33 іл.
- Необароко: Ікони Олександра Охапкіна / Дмитро Степовик. — Київ : Видавництво ім. Олени Теліги, 2015. — 416 с. : 298 іл.
- Український стиль ікон: Творчість Василя Стефурака / Дмитро Степовик. — Жовква : Місіонер, 2015. — 388 с. : 190 іл.
- Володимирський собор: історія, архітектура, малярство / Дмитро Степовик. — Київ : Дніпро, 2015. — 376 с. ; 153 іл.
- Церква і українське суспільство у XIX столітті: Боротьба українських християн за свою самобутність / Д. В. Степовик — Київ : Дніпро, 2016. — 136 с.; 10 іл.
- Романа Кобальчинська — етнограф і мистецтвознавець: Образ, стиль, краса / Дмитро Степовик. — Київ : Видавничий дім журналу «Пам’ятки України», 2017. — 464 с. : 112 іл.
- Візантія крізь одинадцять століть її історії / Дмитро Степовик. — Київ : Дніпро, 2017. — 280 с.
- Неокласицизм: Сучасне українське монументальне церковне малярство / Дмитро Степовик. — Київ : Дніпро, 2018. — 464 с. : 273 іл.[15].
- Релігійне розмаїття давнього і сучасного світу / Дмитро Степовик. — Київ : Дніпро, 2019. — 240 с.
- Між Україною й Америкою. Графіка і малярство Василя Лопати / Дмитро Степовик. — Київ : Кліо, 2020. — 304 с. : 133 іл..
- Здвиженська каплиця на Аскольдовій могилі: Малярство Петра Дейлика і Марини Соченко / Дмитро Степовик. — Київ : Дніпро, 2021. — 128 с. : іл.[16]
- Я — в Україні, Україна — в мені : мемуари / Дмитро Степовик. — Київ : Дніпро, 2022. — 384 с. : іл.
- Revival: The Royal Doors of the St. Sophia Cathedral in Kyiv in the World Dimension. — Kyiv ; Krakov, 2021. — 112 p. : il. — (англ.)
- Європа очима українця : мемуари / Дмитро Степовик. — Київ : Дніпро, 2023 — 454 с. : іл.
- Америка очима українця : мемуари / Дмитро Степовик. — Київ : Дніпро, 2023. — 480 с.; іл.
- Скульптор з Лемківщини [Михайло Черешньовський] / Дмитро Степовик. — Київ : Дніпро, 2024. — 352 с. : іл. — (Сер. «Життя славетних»).
- Пресвята Діва Марія в українському мистецтві / Дмитро Степовик. — Київ : Видавничий дім журналу «Пам'ятки України», 2024. — 432 с. : іл. — (Сер. "Бібліотека журналу «Пам'ятки України»". Кн. 157).

## Відзнаки і нагороди
Орден «За заслуги» 2-го ступеня (2008);
Церковні ордени Української Православної Церкви Київського Патріархату: святого рівноапостольного князя Володимира Великого 3-го ступеня (1998), 2-го ступеня (2003), 1-го ступеня  (2008); святих рівноапостольних Кирила і Мефодія (2005).
Лауреат премій:
- імені Івана Франка Президії Академії наук України (1990)[17];
- Фонду духовного відродження імені митрополита Андрея Шептицького (1992);
- Премія імені Олександра й Леонтія Тарасевичів (1993)[18];
- Міжнародної премії Фундації Антоновичів (м. Вашингтон, США, 1998);
- Міжнародної премії Фонду Воляників-Швабінських (м. Нью-Йорк, США, 2005);
- премії імені Івана Нечуя-Левицького Українського фонду культури (2007);
- премії імені митрополита Іларіона Огієнка (2009);
- Міжнародної премії Фундації Воскобійників (м. Бока Ратон, штат Флорида, США, 2009);
- Премія Президента України «Українська книжка року» у номінації «За вагомий внесок у розвиток українознавства» за упорядкування книжкового видання «Євангеліє Бучацьке XII—XIII ст.» (2018)[19][20].

## Бібліографічні видання
- Дмитро Степовик. Українська мистецька класика. Болгаристика : бібліографічний покажчик / Добровіл. т-во любителів кн. УРСР. Секція книгознавства ; Сумський клуб екслібрисистів та любителів графіки ; [авт.-упоряд. С. Білокінь]. — Київ, 1988. — 56 с.
- Ляшенко М. Дмитро Степовик : бібліографічний покажчик за 1988—1998 рр. : до 60-річчя з дня народження. — Київ, 1998.
- Вахніна Л. та ін. Степовик Дмитро Власович : бібліографічний покажчик : до 70-річчя від дня народження. — Київ, 2008.